# Albert Bendrihen
Albert Bendrihen (ou Albert Bendrihem) (9 août 1906, Oran, Algérie-10 mars 1945, Buchenwald) est un médecin français d'origine algérienne qui est le médecin des enfants d'Izieu. Il est arrêté par les Allemands le 7 janvier 1944, à Brégnier-Cordon, dans l'Ain, et déporté du camp de Drancy vers Auschwitz par le Convoi no 67, en date du 3 février 1944. La rafle des Enfants d'Izieu a lieu le 6 avril 1944. D'Auschwitz, il est déporté à Buchenwald, où il meurt le 10 mars 1945.

## Biographie
Albert, Bendrhen Bendrihen est né le 9 août 1906, à Oran (Algérie). Il est de nationalité française.
Il fait ses études de médecine à la Faculté de médecine de Lyon. Il est médecin à Carignan (Ardennes).

### Seconde Guerre mondiale
Le docteur Albert Bendrihen, âgé de 37 ans au moment de sa déportation, est un juif converti au catholicisme. Il a obtenu une dérogation pour conserver le droit d'exercer, les Juifs n'ayant alors plus le droit d'exercer la médecine en France,.
Durant la Seconde Guerre mondiale, il est le médecin de Sabine Zlatin, la directrice de la maison d'Izieu et de la colonie des enfants d'Izieu.
Le 7 janvier 1944, le docteur Albert Bendrihen est arrêté à 16 heures, par les Allemands, à son domicile, situé à 3 kilomètres d'Izieu, au hameau voisin de Glandieu. Sabine Zlatin lui avait rendu visite le même jour, ainsi que deux autres patients, selon son carnet de visites.
Il est déporté par le convoi no 67, en date du 3 février 1944, du Camp de Drancy vers Auschwitz.
Sa dernière adresse est Brégnier-Cordon (Ain)
.
Avant d'être amené à Drancy, il est passé par Lyon,.
Il est mort à Buchenwald le 10 mars 1945.

## Honneurs
Une plaque commémorative à Brégnier-Cordon perpétue sa mémoire,.